# هووینکه
هووینکَه (سوئدی: Hyvinge) یکی از شهرهای فنلاند است.